# Ԉ (слово ћирилице)
Ԉ ԉ (искошено: Ԉ ԉ) је слово Молодцовљеве азбуке, варијанте ћирилице. Коришћен је само у писању комског језика. Еквивалентно је ћириличном слову Љ. Неки од његових облика су слични кинеском слову 几.

## Рачунарски кодови
| Знак                      | Ԉ                                | Ԉ                                | ԉ                              | ԉ                              |
| ------------------------- | -------------------------------- | -------------------------------- | ------------------------------ | ------------------------------ |
| Назив у Уникоду           | CYRILLIC CAPITAL LETTER KOMI LJE | CYRILLIC CAPITAL LETTER KOMI LJE | CYRILLIC SMALL LETTER KOMI LJE | CYRILLIC SMALL LETTER KOMI LJE |
| Врста кодирања            | децимална                        | хексадецимална                   | децимална                      | хексадецимална                 |
| Уникод                    | 1288                             | U+0508                           | 1289                           | U+0509                         |
| UTF-8                     | 212 136                          | D4 88                            | 212 137                        | D4 89                          |
| Нумеричка референца знака | &#1288;                          | &#x508;                          | &#1289;                        | &#x509;                        |

## Слична слова
- Л л :Ћирилично слово
- Љ љ : Ћирилично слово